# Liga de Virgen Gorda
La Liga de Virgen Gorda era una competición regional de fútbol que se jugaba en Virgen Gorda, Islas Vírgenes Británicas. En 2009, la liga se disolvió después de la fusión con la Liga de Tortola para crear una nueva liga principal, la Liga Nacional BVIFA.

## Palmarés
| - 1996: Spice United - 1997: Beverly Hills - 1998: United Kickers - 1999 desconocido - 2000: Rangers - 2001: Rangers - 2002-03: Rangers | - 2003-04: Rangers - 2004-05: Rangers - 2005: Hairoun Stars - 2006: Rangers - 2007: Rangers - 2008: Hairoun Stars - 2009: no hubo competición |

## Títulos por equipo
| Club           | Títulos | Años campeón                                      |
| -------------- | ------- | ------------------------------------------------- |
| Rangers        | 7       | 2000, 2001, 2002-03, 2003-04, 2004-05, 2006, 2007 |
| Hairoun Stars  | 2       | 2005, 2008                                        |
| Spice United   | 1       | 1996                                              |
| Beverly Hills  | 1       | 1997                                              |
| United Kickers | 1       | 1998                                              |